# Pichilingue
Pichilingue (o también conocida como: Pichilinque) es una pequeña ciudad portuaria del municipio de La Paz, en el estado de Baja California Sur, México. Está ubicada en la Bahía de la Paz, en la Península de Baja California, cerca de la capital del estado de La Paz.
Pichilingue, derivado de un nombre Guaycura, fue originalmente un fondeadero favorito en la Bahía de La Paz. Este fondeadero fue utilizado por la Marina de los EE. UU. como base de operaciones contra la costa oeste de México durante la Guerra México-Estadounidense. Más tarde se convirtió en un puerto, Dos servicios de ferry (El principal operador es: Baja Ferries) operan desde el puerto de Pichilingue, conectando la Península con el continente en Mazatlán y Topolobampo, cerca de Los Mochis.